# عفيف شيا
عفيف شيا (10 يناير 1947) هو ممثل ومغني وممثل صوت لبناني.

## فيلموغرافيا

### أفلام
| السنة | العنوان     | الدور      |
| ----- | ----------- | ---------- |
| 1971  | أمواج       |            |
| 1971  | عالم الشهرة |            |
| 2009  | شربل        | دكتور نجيب |

### تلفاز
- قدر 2019
- صولو الليل الحزين. 2015
- الأرملة والشيطان. 2011
- للحب وجه آخر. 2007
- خطايا صغيرة. 2005
- رجل من الماضي - نبيل وهبي. 2004
- حكايات جدتي. 1984
- عز الدين القسام - سالم (صوت فقط)

### أدوار الدبلجة
- الأبطال الستة - يوكاي
- الديناصورات - ألادار (النسخة العربية الفصحى)[3]
- حكاية لعبة 3 - لوتسو (النسخة العربية الفصحى)[4]
- سيارات - ماك (النسخة العربية الفصحى)[5]
- سيارات 2 - كرابي، ميل دورادو، العم توبولينو، ماك (النسخة العربية الفصحى)[6]
- الفأر المتحري - راتيغان (النسخة العربية الفصحى)[7]
- فيلم ستيتش - جامبا (النسخة العربية الفصحى)[8]
- ليروي وستيتش - جامبا (النسخة العربية الفصحى)[9]
- ليلو وستيتش 2 - جامبا (النسخة العربية الفصحى)[10]
- المختار الثقفي

## وصلات خارجية
- عفيف شيا على موقع IMDb (الإنجليزية)
- عفيف شيا  على فيسبوك.